# ورزشگاه فوتبال هیتاچی کاشیوا
ورزشگاه فوتبال هیتاچی کاشیوا یک ورزشگاه در شهر کاشیوا، چیبا، کشور ژاپن می‌باشد.
این ورزشگاه میزبان بازی‌های خانگی باشگاه کاشیوا ریسول در رقابت‌های جی‌لیگ است. گنجایش این ورزشگاه ۱۵٬۹۰۰ هزار نفر است.